# Richard Scott Perkin
Richard "Dick" Scott Perkin (1906 – 1969) fue un emprendedor estadounidense, cofundador de la empresa de instrumental científico Perkin-Elmer.

## Semblanza
Perkin desarrolló su interés por la astronomía a una edad muy temprana, comenzando a construir telescopios y a pulir lentes y espejos. Permaneció solo un año en la universidad estudiando ingeniería química, antes de empezar a trabajar en una empresa de corretaje de Wall Street.
En la década de 1930 conoció a Charles Elmer cuando asistía a una de sus conferencias. Ambos compartían un interés mutuo por la astronomía, y decidieron fundar en 1937 la empresa Perkin-Elmer, dedicada a la consultoría y al diseño de aparatos ópticos. Richard fue presidente ejecutivo de la compañía hasta 1960, cuando pasó a ser presidente del consejo.
Perkin estuvo casado con Gladys Frelinghuysen Talmage, que pasó a dirigir la compañía tras la muerte de su marido. Una década después, Gladys encargó una historia conmemorativa, de la que se imprimieron 100 copias que fueron distribuidas entre sus amigos.

## Eponimia
- El cráter lunar Perkin lleva este nombre en su memoria,[3] al igual que el cráter lunar Elmer conmemora a su socio empresarial, Charles Elmer.

## Lecturas relacionadas
- Fahy, Thomas P., Richard Scott Perkin and the Perkin-Elmer Corporation, 1987, Perkin-Elmer Print Shop, ISBN 0-9618075-0-4.